# Пираты Кошачьего моря: На абордаж!
«Пираты Кошачьего моря: На абордаж!» — детская повесть цикла «Пираты Кошачьего моря» Ани Амасовой с иллюстрациями Виктора Запаренко. Книга имеет элементы саги студии Disney «Пираты Карибского моря».

## Аннотация
Малышка Дженифыр Котес сбегает из дома и нанимается на корабль, чтобы в морях и океанах отыскать своего давно пропавшего отца. Ей предстоит обрести друга — Джонни-Воробушка, и вместе с ним пережить множество опасностей, но главное — попасть на корабль к отчаянному пирату Корноухому…

## Сюжет
Дженифыр Котес живёт и учится в пансионе троюродной сестры её отца, Кэтрин. Но жизнь там не сладка: суровая классная дама Болония, гордые кузины и одиночество доводят до ссоры Дженифыр с Болонией. Тётушка Кэтрин во время беседы с племянницей рассказывает о том, что её отец, Флинт Котес(которого Джен никогда не видела) является капитаном торгового судна, но явно что-то умалчивая(«…весьма странным занятием, о котором не нужно упоминать в обществе».).
Дженифыр решает уйти в море, чтобы стать помощником капитана и найти своего отца. Она уходит из дома и к утру приходит к таверне «Пагода у моря», где её за деньги берет жадный и трусливый капитан корабля «Коты и котлета» Тициан «Великолепный». Однако Тициан задумал продать её племени кошкоедам. В ответ Джен грозит, что когда найдет отца, то тот отрубит ему хвост. На корабле «Коты и котлета» Джен стала уборщицей. Когда корабль попадает в шторм, Дженифыр знакомится с младшим матросом — котенком по имени Джонни.
Корабль причаливает к ближайшему порту. Соседом корабля по пристани оказался трехмачтовый барк «Ночной кошмар», принадлежавший легендарному пирату и отчаянному везунчику Корноухому, и Тициану это не нравится. В это время он твердо решает продать Дженифыр в рабство кошкоедам, а для начала её надо запереть в трюме. Он поднимает всю команду(кроме Джонни) против Дженифыр. Дженифыр и Джонни прыгают за борт: Джонни отплывает в сторону проплывающего в полмили от «Котов и котлеты», а Джен не успевает, и попадается в сети. В это время Джонни за исполнение песни становится пиратом Джонни-Воробушком и крепко сдружился с капитаном Корноухим. У Корноухого есть телохранитель Железный Коготь, который рассказывает Джонни-Воробушку свою историю, как он стал пиратом. Джонни-Воробушек упоминает Тициана в своей истории, и узнает, что Корноухий весьма хорошо его знает: тот проиграл Когтю в азартных играх. Котенок просит также спасти его подругу Дженифыр. Корноухий, Джонни-Воробушек, Железный Коготь, Весельчак и Снежок отправляются требовать возмещения долга Тициана за Джонни, Когтя и за похищение Джен.
Дженифыр понимает безысходность ситуации, в которую она попала: её запрут в трюм и продадут кошкоедам. Но неожиданно боцман приносит дурные вести — на корабле гуляют пираты. Тициан и боцман падают в обморок, а Джен крадет кинжалы, висящие на камине и выходит из капитанской каюты. Она встречает Джонни и Весельчака, которого принимает за врага и бросает в него кинжалы, которые пригвоздили его к двери. Корноухий требует от Тициана сундук с золотом, однако тот не желает расстаться с деньгами, и угрожает убить Джен. Корноухий вступает в драку с Тицианом, а Коготь уводит Джонни и Джен из каюты. Корноухий выходит победителем и с отрубленным хвостом Тициана Великолепного.
Дженифыр знакомится с Корноухим и просит его оставить на корабле ради своей цели, о которой Корноухий просит умалчивать. Однако его злит, что Джен называет его добрым(«Нет, капитаны не бывают добрыми!»). Тут на горизонте появляется флагман, командиром которым является крыса Крысис-старший. Корноухий решил использовать Джен для своего плана абордажа судна: Дженифыр должна была встать за штурвал в свадебном платье, чтобы крысы приняли её за приведение. Джен в начале отказывается, но под угрозой выброса за борт Джонни она решается на этот план. План удался: корабль был захвачен пиратами и огромное количество золота перешло к ним. Но на корабле назревает бунт по причине того, что Корноухий оставит все золото на острове св. Ангоры, а матросам раздаст гроши. Джонни-Воробушек пытается спасти капитана и Джен, но те уже были схвачены и заперты в трюме вместе с Громилой, который из-за своего небольшого ума и наивности остался верным Корноухому. Громила по приказу Корноухого уходит с Дженифыр через потайной ход, а Корноухого ведут на суд. Новым капитаном провозгласил себя пират Одноглазый, склонивший на свою сторону всех пиратов(среди них и Железный Коготь). Пользуясь кодексом пиратов, бывшему капитану предъявили приговор: выслать на ближайший остров(в книге «Пираты Кошачьего моря: Остров забытых сокровищ» говорится, что остров называется островом св. Гиены), что было сделано. Тут Коготь ловит Дженифыр, но подоспевший Джонни-Воробушек предупреждает, что якобы корабль проклят волшебником Мерлином, и «…ни один кот не будет капитаном „Ночного кошмара“». В доказательстве пираты обнаруживают тонущие шлюпки с недавней добычей(все это подстроили Джонни и Громила). Джонни провозглашает капитаном не кого иного, как Дженифыр. Якобы Корноухий успел передать ей карту острова св. Патрика с теми сокровищами, которые мечтал найти Одноглазый. Железный Коготь первым поддержал эту идею, а за ним и все пираты.
Действие происходит в капитанской каюте. Дженифыр, перечитывая судовой журнал, узнает правду — Корноухий и есть Флинт Котес. Дженифыр записью дает клятву найти своего отца…

## Персонажи
- Тонкинез Дженифыр «Джен» Котес — 9-летняя антропоморфная кошка, главная героиня книги.Влюблена в Джонни Воробушек.
- Североамериканская короткошерстная кошка Джонни-Воробушек — главный герой. Лучший друг Дженифыр. Умеет петь и владеет старокошачьим языком. Веселый, изобретательный и отчаянно храбрый котенок. Полгода был младшим матросом на корабле «Коты и котлета». Имя и внешность Джонни имеет сходство с Джеком Воробьем из «Пираты Карибского моря».Влюблен в Дженифыр.
- Британская короткошерстная кошка Флинт Котес «Корноухий» — пират, капитан судна «Ночной кошмар». Носит большую синюю с широкими полями шляпу, синюю жилетку, синие брюки и бледно-зелёную рубашку. Храбр, благороден, но «недостаточно суров», чтобы быть настоящим капитаном пиратов. Для боя использует палаш.
- Мейн-кун Железный Коготь — телохранитель капитана Корноухого и его лучший друг, пока не предал его. Носит темно-зелёный камзол, мышь-амулет на шее, темные брюки и черные рваные сапоги. Темно-серый кот с острыми, как у рыси, ушами, русыми волосами и желтыми глазами. В детстве был лишен когтей, затем получил протезы, из-за которых он и получил прозвище. Попал к Корноухому, когда его бывший хозяин выкинул в море. Участвовал в заговоре против капитана, и одновременно поддержал Джонни-Воробушка избрать Джен капитаном. Храбрый и преданный, но суровый и немного замкнутый. Лишь после свержения Корноухого у него стали проявляться чувства и эмоции. В драке использует свои железные когти. Его характер сопоставлен с комиссаром отряда революционных матросов императорской семьи Романовых Ф. Л. Задорожным. Очень похож на супергероя Росомаху.
- Громила — самый сильный пират на «Ночном кошмаре». Наивен, но пользуется уважением в команде, где «кулаки ценятся также, как и ум. А может, и больше». Не умеет произносить буквы «ш» и «р». Во время бунта помог Джонни-Воробушку спровоцировать «проклятье Мерлина», а затем исчезает.
- Весельчак — пират. Доверчив и наивен, склонен к неожиданным идеям. Женат и отец 36 котят. Часто попадает в смешные ситуации.
- Гавана Брайна Одноглазый — пират, а затем и антагонист книги. Носит повязку на одном глазу, однако ясно, что он вовсе не слеп. Носит фиолетовую шляпу, красный платок на шее, как у Корноухого, длинное фиолетовое пальто в стиле 30-х годов XX века. Боится выделяться посреди всех, когда проигрывает. Вечно всем недоволен, но отчаянно храбр. В темноте лучше видит противника, чем противник Одноглазого.
- Сиамская кошка Кис-ки Сэй — кок на «Ночном кошмаре». Японец по-национальности. Самурай. Сражается катаной. Носит очки. Имеет небесно-голубые волосы. Одевается в синее кимоно и японские старинные мужские сандалии. Отзывчивый и сострадательный.
- Русская голубая кошка Снежок, Скелет — пираты.
- Персидская кошка Архивариус — друг Одноглазого, родом из Турции. Если присмотреться, можно увидеть у него бельмо в левом глазу. Носит традиционный турецкий халат и чалму. Самый умный и грамотный пират на «Ночном кошмаре».
- Сомалийская кошка Тициан «Великолепный» — капитан торгового судна «Коты и котлета». Толстый и рыжий. Трус и жаден. Ради денег готов на всё. Когда-то проиграл Когтю в азартных играх и теперь боится встретиться с ним и Корноухим. В очередной встрече во время драки с Корноухим теряет хвост.
- Оцикет боцман капитана Тициана — старший помощник и приспешник Тициана. В отличие от капитана тощий и серый. Такой же трус. Верит в приметы.
- Крыса капитан Крысис-старший — капитан военного флагманта, который захватили и ограбили пираты «Ночного кошмара».
- Крыса-лейтенант — помощник Крысиса-старшего. Верит в приметы. Остался на захваченном пиратами флагмане, когда Крысис-старший сбежал, и был помилован Корноухим.
- Тонкинез Кэтрин Котес — троюродная сестра Корноухого и опекун Дженифыр. Известна тем, что является помещицей и владельцем женского аристократического пансиона, и тем, что являлась опекуном Дженифыр, пока та не сбежала.
- Шартрез Болония — классная дама в пансионе тетушки Кэтрин. Толстая. Очень обидчивая.
- Мурлин и Пурлин — кузины Джен. Мурлин — голубоглазая блондинка, хорошо танцует. Пурлин — кошечка с темной шерстью и голубыми волосами, весьма воспитана лишь внешне. Гордые и вредные, что досаждает Джен, однако в детстве они дружили. Им 9-10 лет.
- Бармен — бармен из таверны «Пагода у моря». Знаком с Тицианом.

## История создания
Впервые книга увидела свет в 2007 году в издательстве «Астрель-СПб». Затем в 2012 году издательство «Фордевинд» весной переиздавалась с дополнением иллюстраций.

## Критика
В рецензии на книгу «Пираты Кошачьего моря: На абордаж!» писательница Елена Хаецкая отметила, что «книга очень мило оформлена» — наличие ярких картинок на каждой странице, дополнительных материалов в виде карт, схем и портретов, а также «Краткий справочник пирата», по мнению рецензента должны вызывать одобрение малолетних пираток. Однако в литературном отношении Хаецкая была не столь благосклонной и, подводя итог, подчеркнула: «Я не хочу сказать, что книга написана безграмотно или там вопиюще плохо. Неплохо она написана, стиль — на твердую тройку с плюсом. Но! Чем прибегать к готовым шуткам, типа „не стреляйте в музыканта“ (есть там и такое) — лучше бы поработали над языком».